# Eschlikon
Eschlikon est une commune suisse du canton de Thurgovie, située dans le district de Münchwilen.

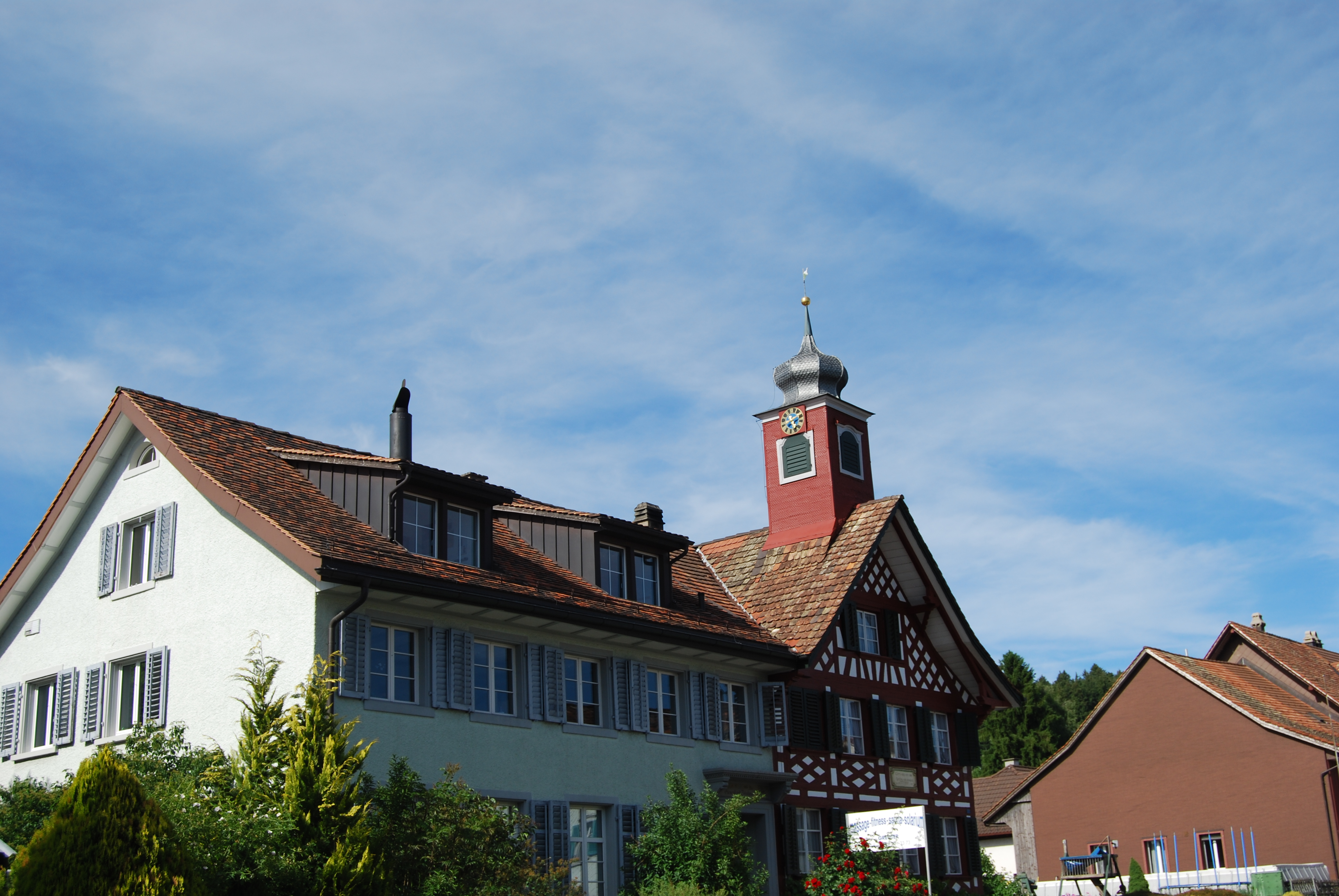
Eschlikon.

Photo aérienne prise à 800 m par Walter Mittelholzer (1927).